# Greater Sudbury
Greater Sudbury (do roku 2001 Sudbury) je město v Kanadě. Má 160 000 obyvatel a je největším městem řídce osídleného severního Ontaria.
Město bylo založeno v roce 1893 a hlavní ekonomickou aktivitou byla těžba niklu (ve dvacátém století bylo město jeho největším světovým producentem a vysloužilo si přezdívku Nickel City, v poslední době dochází k útlumu těžby) a dalších barevných kovů. Inco Superstack, komín továrny na zpracování niklu, je s 380 metry nejvyšším komínem západní polokoule. V Sudbury sídlí vysoká škola Laurentian University a velký vzdělávací park Science North. Sudbury Community Arena hostí různé sportovní a kulturní akce. Turistickou atrakcí je Big Nickel, devítimetrový pomník kanadského niklového pěticentu, odhalený v roce 1964. V roce 2001 byly k městu administrativně připojeny okolní obce Capreol, Nickel Centre, Onaping Falls, Rayside-Balfour, Valley East a Walden a vzniklo tak Velké Sudbury. Sudbury leží v anglofonní části Kanady, ale skoro čtyřicet procent jeho obyvatel je francouzského původu. Na katastru města se nachází 330 jezer (voda pokrývá 16,5 % jeho rozlohy), proto se Sudbury také říká City of Lakes. Město má kontinentální klima s horkými léty a dlouhými tuhými zimami (sněhová pokrývka vydrží až šest měsíců).

## Rodáci
- Alex Baumann, plavec
- Art Ross, hokejista